# Primavera Valenciana

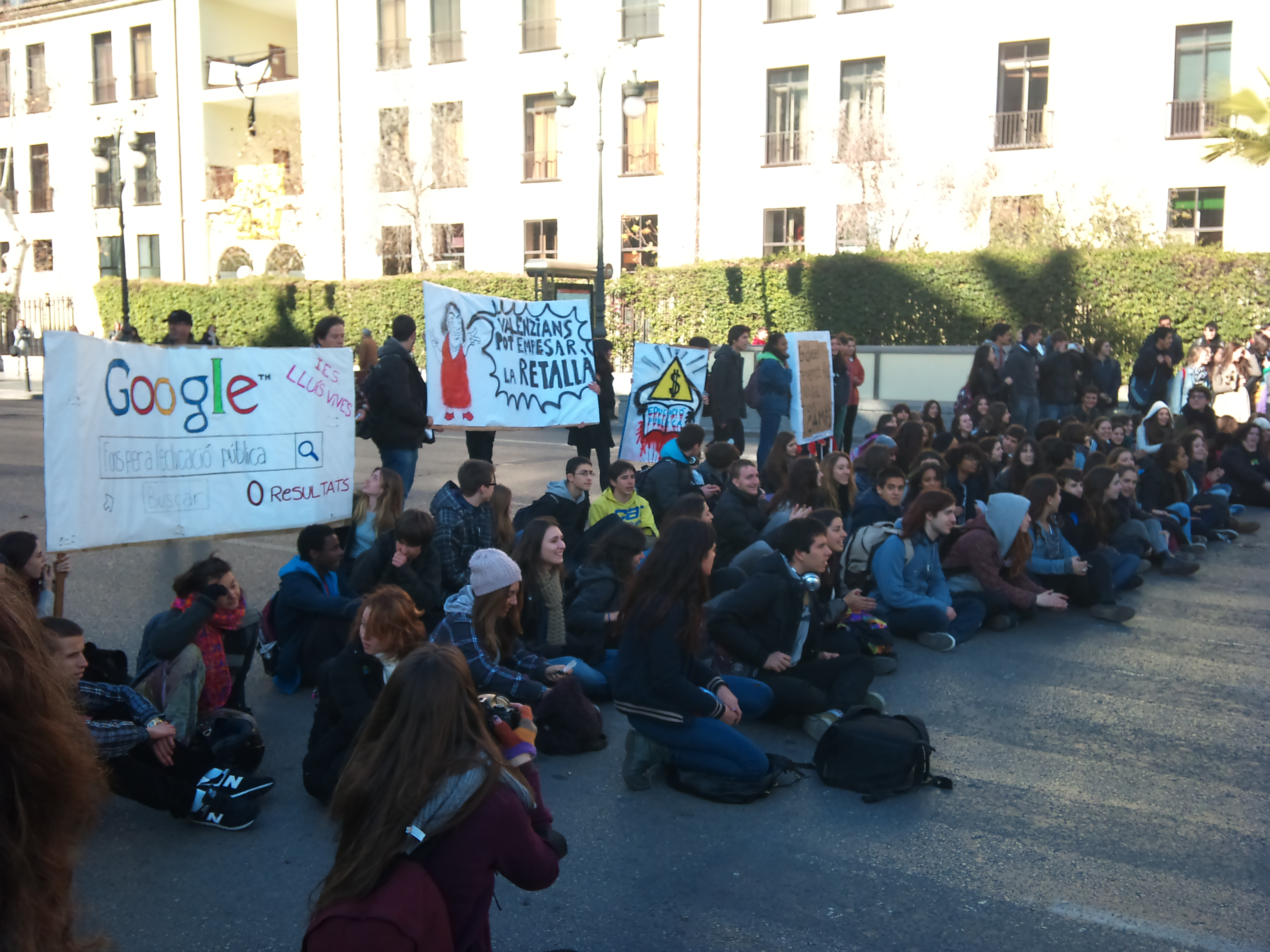
Protesta de l'alumnat de l'IES Lluís Vives del 13 de febrer, inici del fenomen.

Primavera Valenciana foren una sèrie de protestes iniciades en febrer del 2012 a la Ciutat de València arran de les protestes de l'alumnat de l'Institut Lluís Vives de València contra les retallades en educació de la Generalitat Valenciana i les càrregues policials que se'n derivaren.
El nom "Primavera Valenciana" va sorgir a la xarxa social Twitter. L'etiqueta #primaveravalenciana s'originà el 16 de febrer del 2012, però l'aportació del cantant Pau Alabajos va ser la que disparà el nombre de missatges i repeticions amb l'etiqueta, en referència a les protestes de la Primavera Àrab, fins a convertir-la en tema d'actualitat mundial el 20 de febrer.

## Context social i polític
Arran de la crisi econòmica i la mala gestió, la Generalitat Valenciana va acumular 62.500 milions d'euros de deute, cosa que li impedí pagar els serveis bàsics educatius. Alberto Fabra, que substituí Francisco Camps en el càrrec de President de la Generalitat Valenciana, aprovà el 18 de gener del 2012 un decret llei que retallava el salari de 55.000 docents i limità la despesa de la Generalitat en educació.

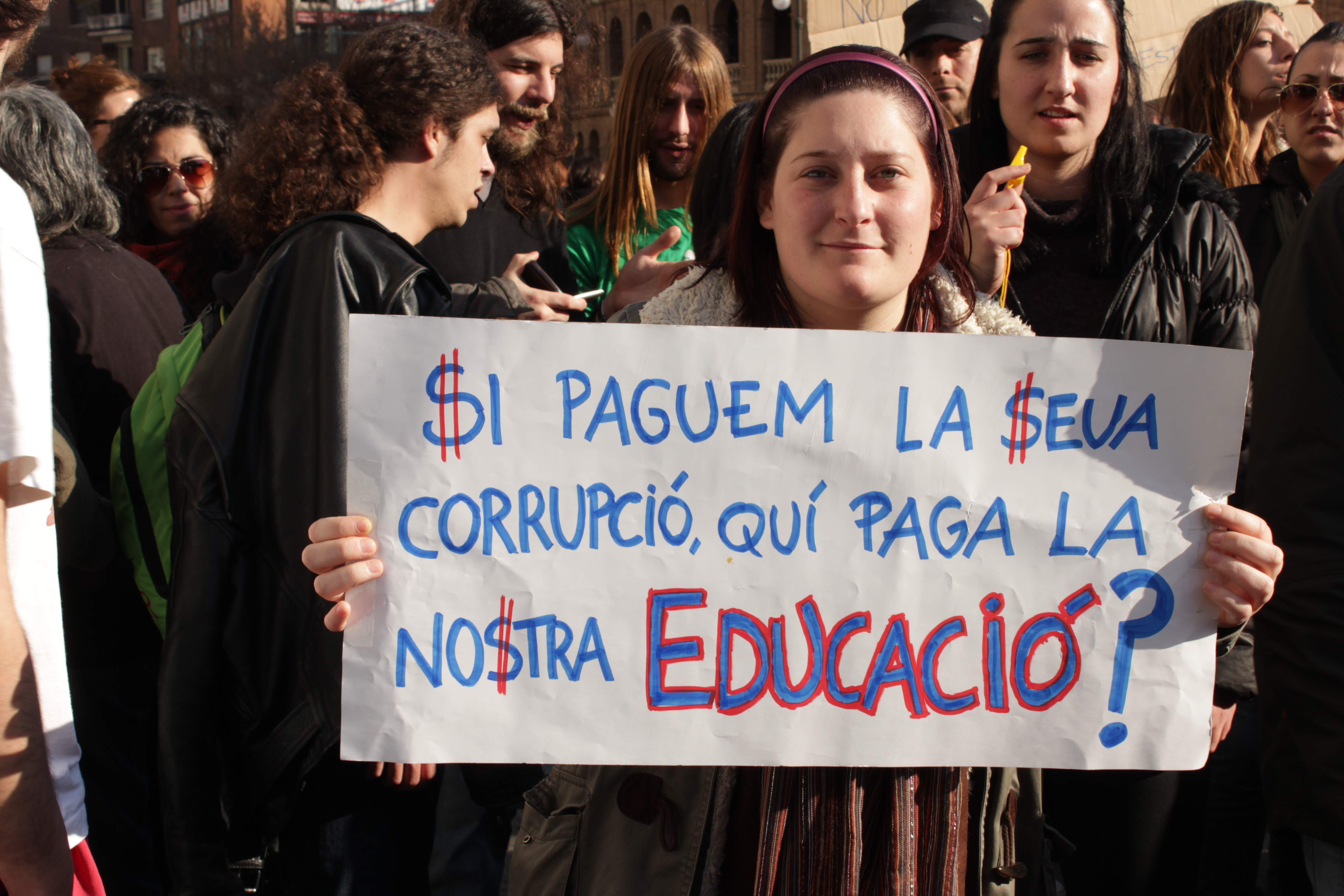
Pancarta contra la corrupció el 21 de febrer

El Consell de la Generalitat Valenciana encara no havia pagat la partida de les despeses de funcionament als centres educatius que havia d'haver satisfet al desembre, i a molts centres la situació s'hi va fer insostenible. Alguns no tenien llum i altres van haver de repartir mantes entre els alumnes per la limitació de calefacció, com va ser el cas de l'IES Vila-roja d'Almassora (Plana Alta). Les prop de 300 escoles infantils privades no van ingressar el xec escolar del que paguen part de la nòmina, cosa que les situava a un pas de l'asfíxia; els conservatoris i escoles de música acumularen una retallada del 54% en ajudes i les universitats sostenien un deute de 800 milions que les ha deixat al "límit" de la seua capacitat d'endeutament el 2012. Segons l'assemblea de directors d'instituts d'educació secundària de la demarcació de València de mitjans de gener, tampoc no es va poder pagar a les famílies les beques de llibres, de transport i de menjador i les substitucions de baixes de professorat no es cobrien suficientment.
La mateixa setmana de l'anunci de les retallades se van succeir manifestacions per tot el País Valencià contra les retallades en educació. Més de 120.000 persones —segons els càlculs tant dels organitzadors, com de la policia— es van manifestar pels carrers de València i Alacant el 21 de gener de 2012 amb la participació d'alumnes, professors, partits polítics de l'oposició (PSPV-PSOE, Compromís i EUPV) i els sindicats. A partir d'aquestes manifestacions es van dur a terme tancades a diversos centres i protestes simbòliques, com la de vestir samarreta negra. Les denúncies contra les retallades en educació i la situació dels centres, es barrejaren amb les crítiques als casos de corrupció, com el Cas Brugal o el Cas Gürtel, i el malbaratament en infraestructures i esdeveniments, com l'Aeroport de Castelló o el Circuit Urbà de València de Fórmula 1. El 27 de gener també es varen produir manifestacions a València, Castelló de la Plana i Alacant en defensa l'educació pública i contra la política educativa del govern valencià, on es pogueren sentir proclames com "Més educació, Camps a la presó".
Des del 18 de gener, els estudiants de l'Institut Lluís Vives es van manifestar cada setmana a les portes del centre en protesta contra les retallades. A partir del 13 de febrer, però, les protestes passen a ser diàries.

## Cronologia

### Dilluns 13: les primeres protestes dels estudiants del Lluís Vives

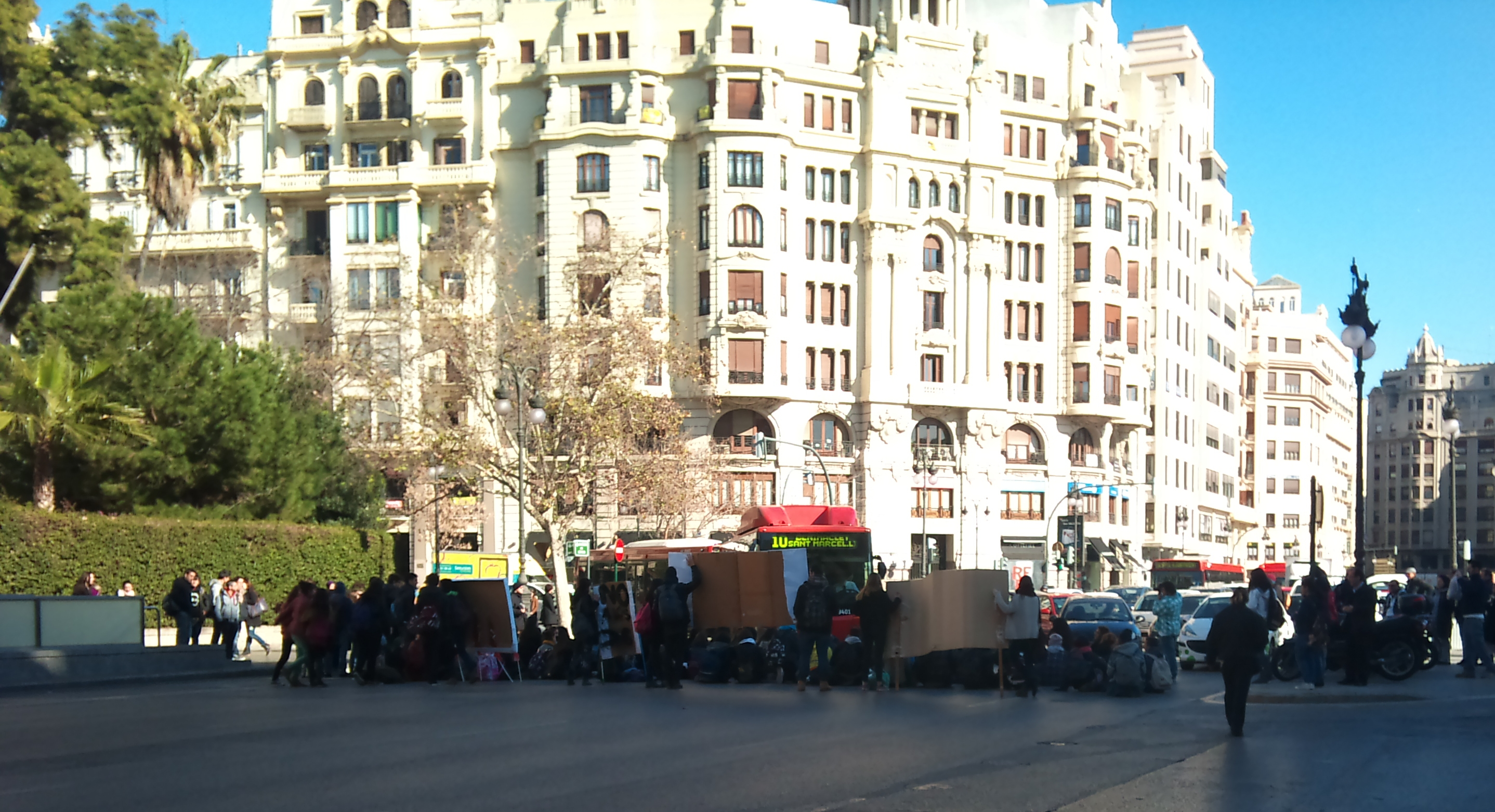
Les protestes de l'alumnat de l'IES Lluís Vives causaren embussos de trànsit.

Les protestes començaren quan el dilluns 13 de febrer a les 15 h una trentena d'alumnes de l'IES Lluís Vives van tallar pacíficament el trànsit del carrer Xàtiva de València durant cinc minuts,. La protesta demanava un ensenyament públic i de qualitat i volia criticar la reducció de despesa per part de la Generalitat Valenciana, especialment pel que fa al sector de l'educació. També es van criticar algunes inversions fetes anteriorment per la mateixa Generalitat.

### Dimecres 15: primera càrrega policial contra els estudiants
L'alumnat va continuar realitzant les mateixes protestes, assentant-se en la via pública després de l'horari lectiu durant tota la setmana, fins que el dimecres 15 de febrer la Policia Nacional d'Espanya va carregar contra els alumnes, detenint a un d'ells. L'alumne detingut tenia 17 anys.

### Dijous 16: detencions i protestes

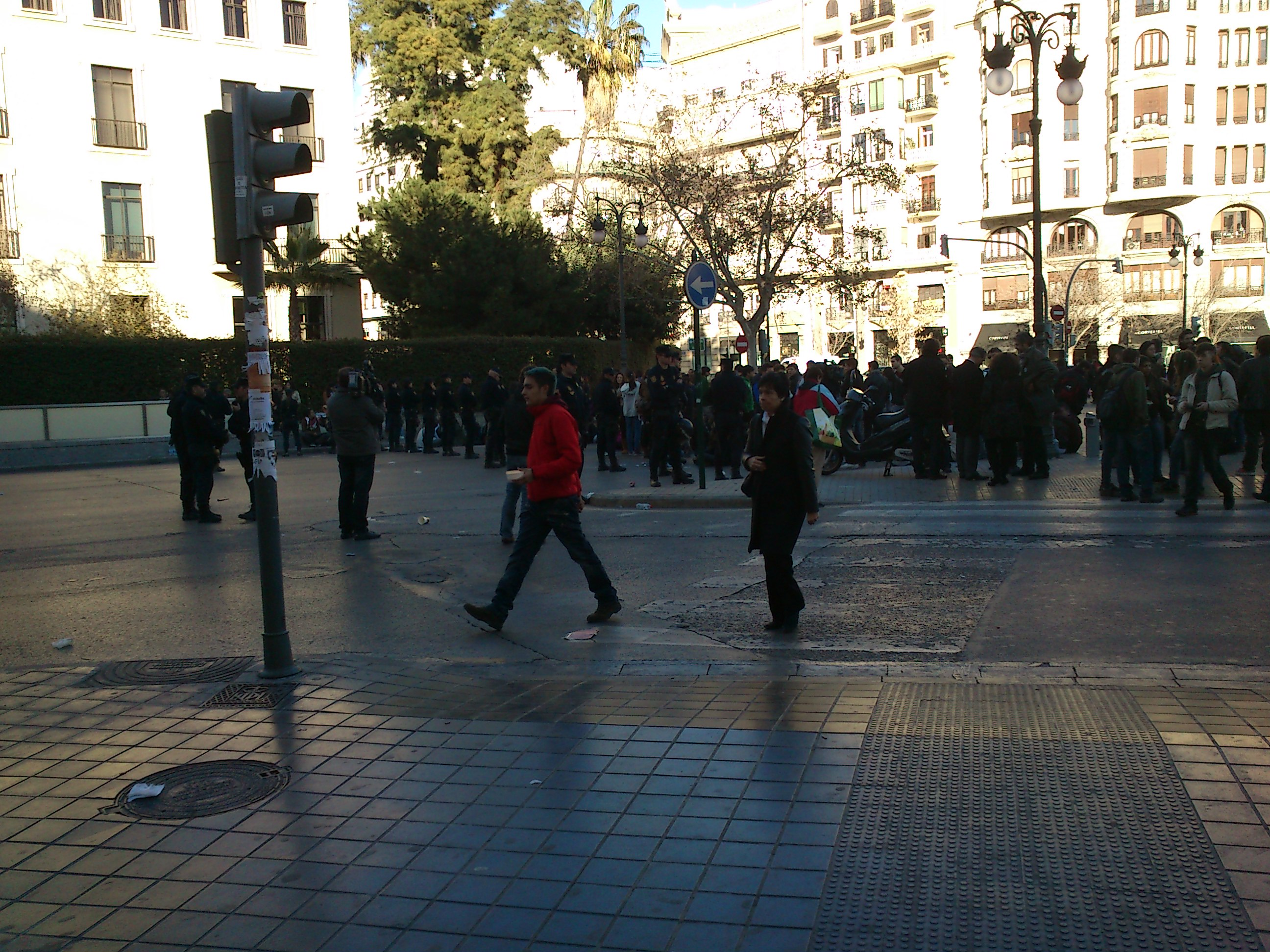
Agents antiavalots del Cos Nacional de Policia davant de l'Institut el 16 de febrer de 2012.

Per al dijous es va tornar a convocar una protesta al mateix lloc i hora, per protestar tant per les retallades en educació, com per mostrar la seua solidaritat amb el jove detingut el dia anterior. La policia va carregar fins a 5 vegades contra la manifestació,detenint a altres deu joves, entre ells un altre menor.
Les primeres detencions del dijous es van produir quan els manifestants tallaven el trànsit al carrer Xàtiva. Segons va informar la Policia Nacional d'Espanya, la seua actuació va iniciar-se quan uns dels manifestants sacsaren un cotxe comportant-se de forma violenta, fet que va ser desmentit pels reporters gràfics que acompanyaven la marxa. Per la vesprada, es va convocar una concentració en protesta per l'actuació policial davant de la Delegació de Govern d'Espanya de València, on 10 furgons de la policia bloquejaren l'accés i van detindre a diversos manifestants. Davant la impossibilitat de realitzar la concentració en aquest indret, els manifestants van optar per concentrar-se davant de la Prefectura Superior de Policia, d'on es van relatar moments de tensió, que acabarien amb una nova càrrega policíaca, i amb diversos ferits, que van haver de ser atesos en ambulàncies, entre ells la diputada de Compromís a les Corts Valencianes, Mónica Oltra. També hi va haver concentracions davant la comissaria de la Gran Via Ramón y Cajal cap al final de la jornada.
Aquest dia va nàixer l'etiqueta a Twitter #PrimaveraValenciana.

### Divendres 17: continuen les protestes
Per al divendres 17 de febrer es va convocar de nou una gran protesta al carrer Xàtiva, junt a l'IES Lluís Vives a les a les 14:30h. Des del Campus de Blasco Ibáñez de la Universitat de València va eixir una comitiva d'estudiants universitaris que va ser retinguda per la policia mentre s'apropaven al lloc de la protesta. Mentre, la protesta es realitzava amb normalitat al carrer Xàtiva mentre un gran dispositiu policial romania als carrers Russafa i Colom. Prop de les 14:30 hores, un grup d'entre 300 i 500 persones va dirigir-se cap a comissaria de policia del Carrer Sapadors per demanar la llibertat dels manifestants detinguts els dies anteriors. Allà, un gran dispositiu policíac va bloquejar el carrer amb els manifestants al mig, encerclant-los. El dispositiu policíac, que va tornar a carregar contra els manifestants, ferint greument a una jove en el cap, i va retenir-los allà fins a la nit, identificant-los a tots. El cordó policial format va impedir que la gent que s'havia desplaçat fins allà per solidaritzar-se amb els manifestants, els seus advocats, o càmeres de televisió hi tingueren accés. També van tindre dificultats per accedir els pares d'alguns dels menors encerclats. La policia va amenaçar als manifestants identificats amb imputar-los delictes per desobediència a l'autoritat si els tornaven a identificar en altra manifestació. Segons fonts oficials, sis persones van ser detingudes allà, i va haver-hi altres 9 persones que van patir ferides lleus, de les quals 5 eren policies. A l'encerclament de Sapadors va resultar ferida una estudiant universitària de Magisteri, a qui la policia va causar una ferida al cap de set centímetres que va ser guarida amb sis grapes quan va accedir a un hospital.
Paral·lelament, a partir de les 16:30h. també s'hi van convocar manifestants davant de la Ciutat de la Justícia de València, on huit dels deu detinguts el dijous van anar a declarar. Els detinguts van ser posats en llibertat a partir de les 20:00h.

### Cap de setmana: convocatòries per al dilluns i manifestació contra la reforma laboral
El dissabte va ser el primer dia sense protestes al carrer. Tanmateix, a les xarxes socials els estudiants convoquen una protesta per al dilluns contra les retallades i contra les detencions.
Per al diumenge hi havia convocada una manifestació contra la reforma laboral a tot l'Estat Espanyol. A les marxes es van poder veure referències als fets de la setmana anterior per part dels manifestants, arribant-se a corejar el càntic «que valents, que peguen als xiquets» a la manifestació de València.

### Dilluns 20: naix la #PrimaveraValenciana

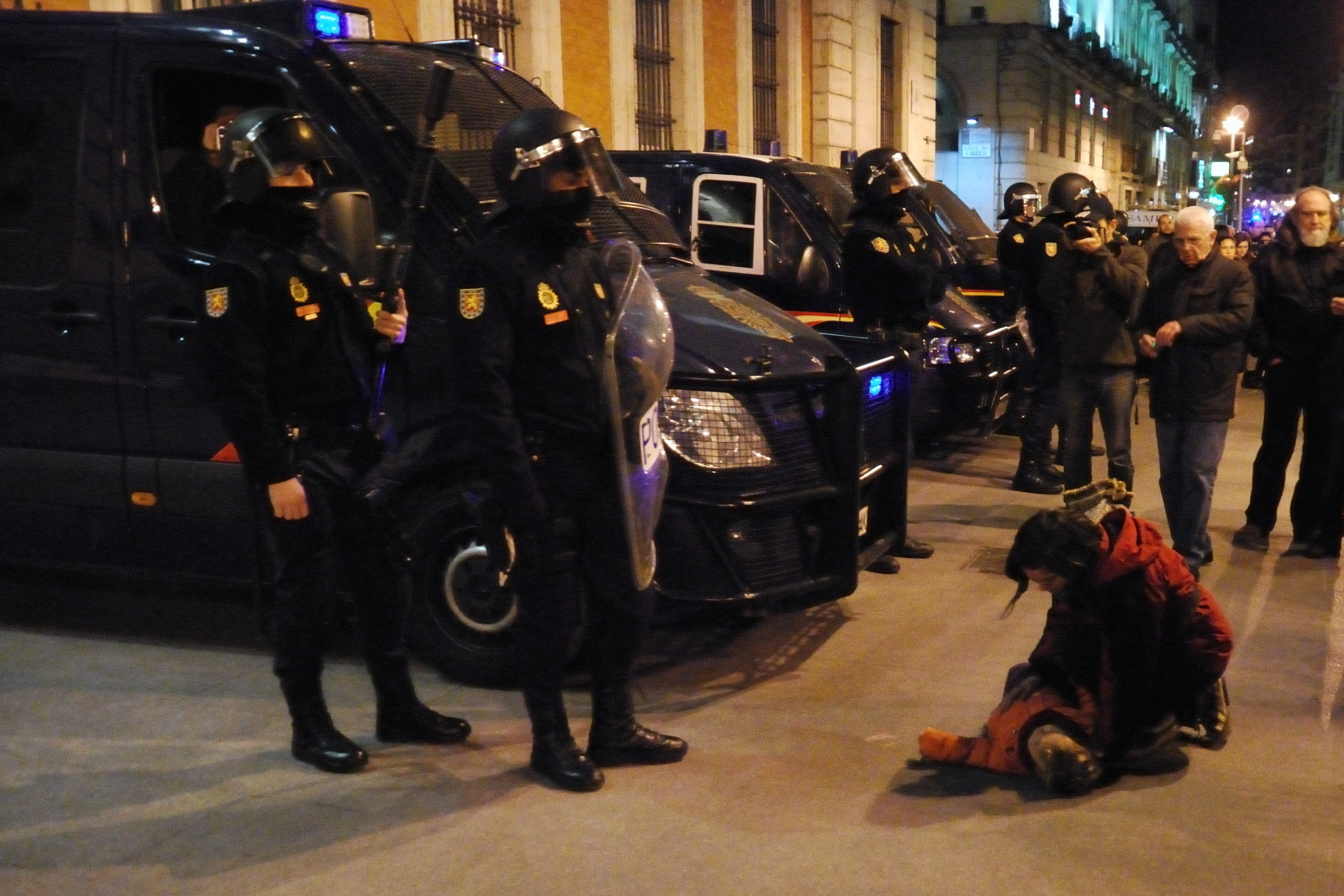
Actuació artística davant la policia a Madrid el 21 de febrer, per protestar contra l'actuació dels antiavalots a València.

El dilluns 20 de febrer es tornaren a aplegar manifestants davant de l'institut Lluís Vives durant el migdia. 200 estudiants es concentraven tallant el trànsit al carrer Xàtiva quan un dispositiu policial d'una vintena de vehicles policials plens d'agents anti-avalots va carregar contra ells. Se sabia des del divendres que els alumnes anaven a continuar amb les protestes, si bé aquests, com tampoc no havien fet anteriorment, no van comunicar a Delegació del Govern d'Espanya la realització de la protesta i, per tant, no podia estar autoritzada. Quan els estudiants foren expulsats del carrer Xàtiva, la seua intenció va ser la de dirigir-se a la Plaça d'Espanya, però els anti-avalots els van interceptar i van carregar contra ells al Carrer de Sant Vicent. A partir d'aquest moment, els manifestants es dispersen per tot el centre de la ciutat i els policies, que no anaven identificats, els van seguir colpejant. L'actuació policial va continuar durant tot el dia, realitzant diverses càrregues que van tindre com a resultat la detenció d'almenys catorze persones, incloent-hi quatre menors, i va haver-hi diversos ferits, on trobem vianants i gent major que marxaven pel carrer aliens a les protestes a més dels estudiants que es manifestaven i pares d'aquests que anaven a auxiliar-los. Va haver-hi càrregues policials a la Porta de la Mar, a l'Estació del Nord, a la Plaça de l'Ajuntament i als carrers limítrofs al Lluís Vives. També hi hagué ciutadans que es van sumar a les protestes, com el diputat de Compromís a les Corts Generals Joan Baldoví, que va ser ferit per la policia al voltant de les 20:00 h. Pel que fa al desplegament policial, a més dels diversos furgons, també un helicòpter de la policia va sobrevolar la ciutat al final de la jornada.
De manera paral·lela, l'assemblea dels professors de l'Institut Lluís Vives va emetre un comunicat on denunciaven la "violentíssima i desproporcionada" actuació policial de la setmana anterior, en considerar "fora de qualsevol lògica democràtica contra adolescents i menors" l'actuació de les forces de l'ordre públic que va provocar "diversos alumnes ferits i contusionats".
A més, 400 estudiants universitaris van organitzar-se en una assemblea i van tancar-se a la Facultat de Geografia i Història de la Universitat de València, a l'Avinguda de Blasco Ibáñez. Alguns dels estudiants van passar la nit allà, contant amb l'autorització de la degana. També professors i pares d'alumnes del Lluís Vives van passar la nit al centre.
L'etiqueta #PrimaveraValenciana fou tema del moment a nivell mundial a Twitter.

#### Els manifestants com "l'enemic"
El dilluns va comparèixer públicament la delegada del govern a València, Paula Sánchez de León, per anunciar la realització d'una roda de premsa a les 18:00h. A la roda de premsa va comparèixer el Cap Superior de Policia, Antonio Moreno, qui en ser preguntat pel nombre d'efectius policials de què disposava va negar-se a donar cap xifra en no considerar "prudent des del punt de vista de la tàctica" facilitar eixa informació als manifestants, als qui es va referir com "l'enemic".
| «                                                           | No és prudent, des del punt de vista de la tàctica policial que jo li diga a l'enemic quines són les meues forces. | » |
| — Antonio Moreno, Cap Superior de Policia del País Valencià | |   |

Segons Moreno, els seus subordinats van actuar amb un "plus d'agressivitat" a causa de l'agressivitat dels propis manifestants, tot i que segons la premsa, aquests sols van realitzar algun llançament esporàdic de mandarines dels arbres dels carrers i d'alguna ampolla d'aigua.

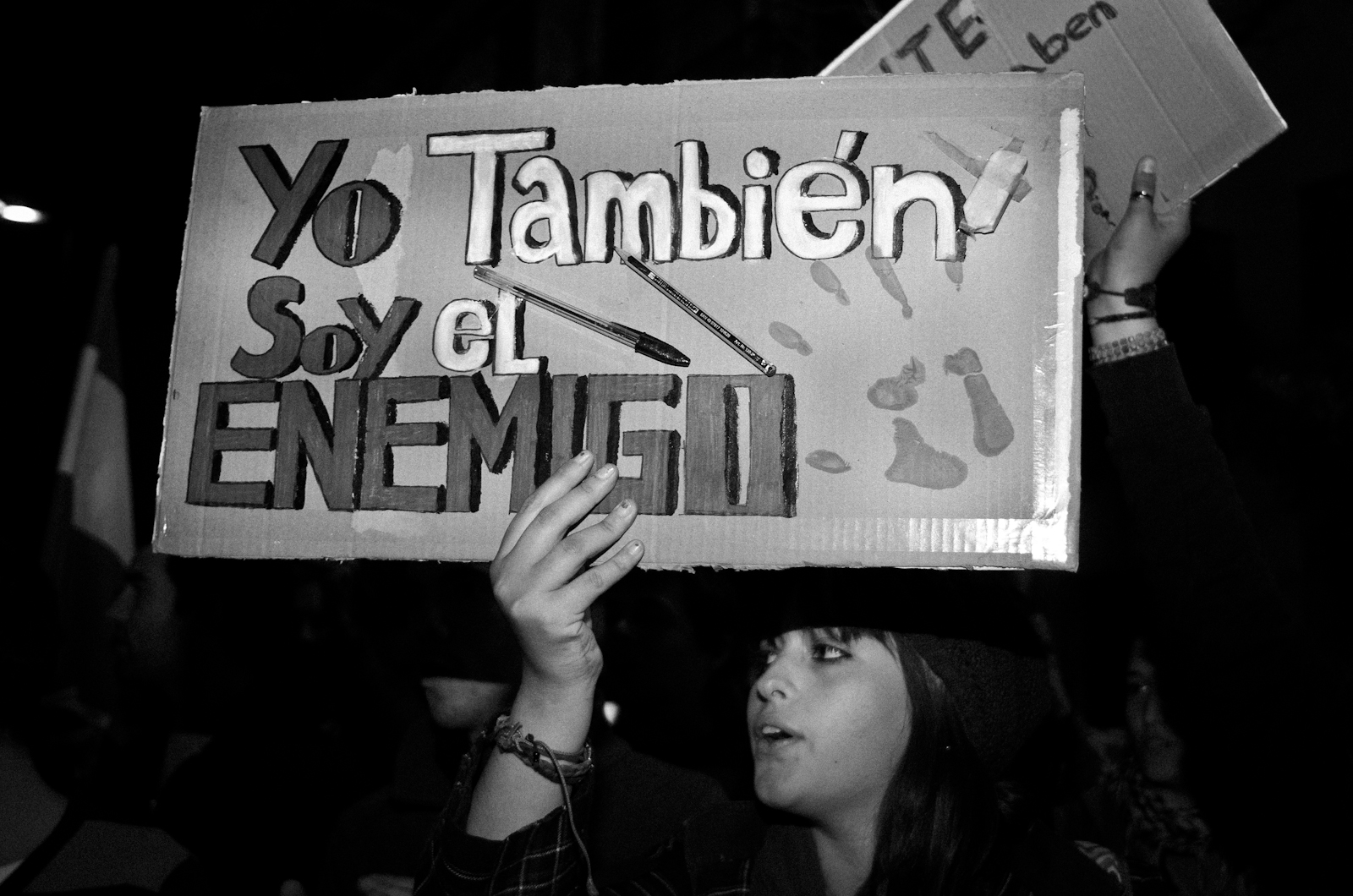
Concentració davant la seu del Partit Popular a Sevilla el 21 de febrer

Aquesta expressió, en referir-se als manifestants com "l'enemic", provocà diverses reaccions, des del rebuig de grups de l'oposició, a les declaracions del ministre de l'Interior, Jorge Fernández Díaz, que digué que interpretava el que volia dir i pensava que les paraules del Cap Superior de Policia van ser un "lapsus linguae", i que l'expressió utilitzada era, en efecte, "molt poc afortunada". A més, reconegué que havia pogut haver "algun excés" per part de la policia. Aquest mateix dia, la Delegada del Govern al País Valencià, Paula Sánchez de León, va assegurar que s'obriria una investigació que "depuraria responsabilitats" i establiria si alguns agents de la policia es van extralimitar en les seves funcions.
La Confederació Espanyola de Policia va considerar que els agents de València no van realitzar cap càrrega contra els manifestants, sinó que van "alliberar el carrer" dels joves que "impedien la lliure circulació de persones i vehicles". A més, denunciaren que al principi de la protesta, els manifestants "van insultar i escopir als policies, cridant consignes com 'Vosaltres, feixistes, sou els terroristes' o 'La policia, tortura i assassina'" consignes que al seu parer "tenen una clara connotació, com a mínim, injuriosa i calumniosa".

### Dimecres 22: manifestació "Som el poble, no l'enemic"

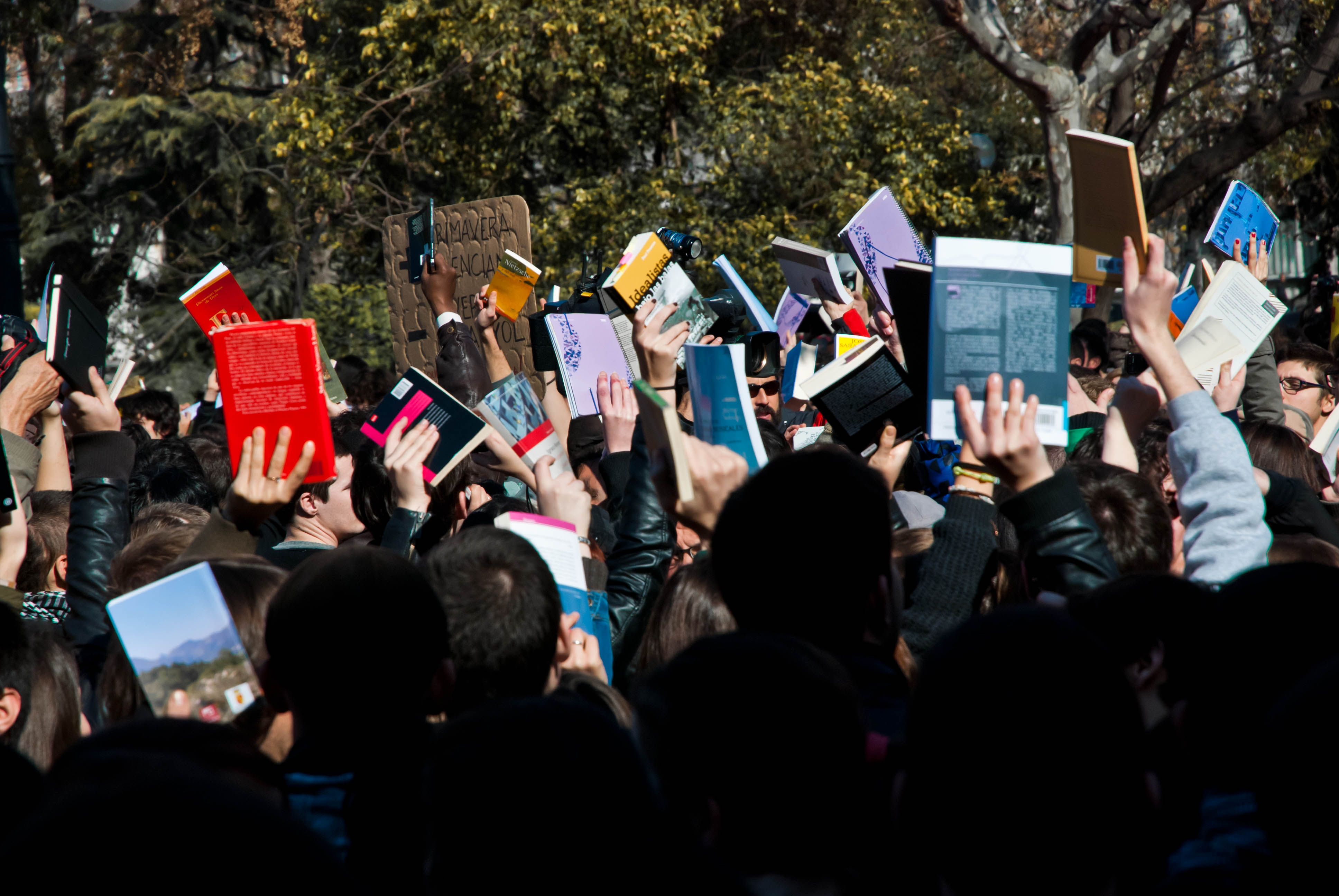
Estudiants alcen els seus llibres durant la manifestació a la ciutat de València el 21 de febrer

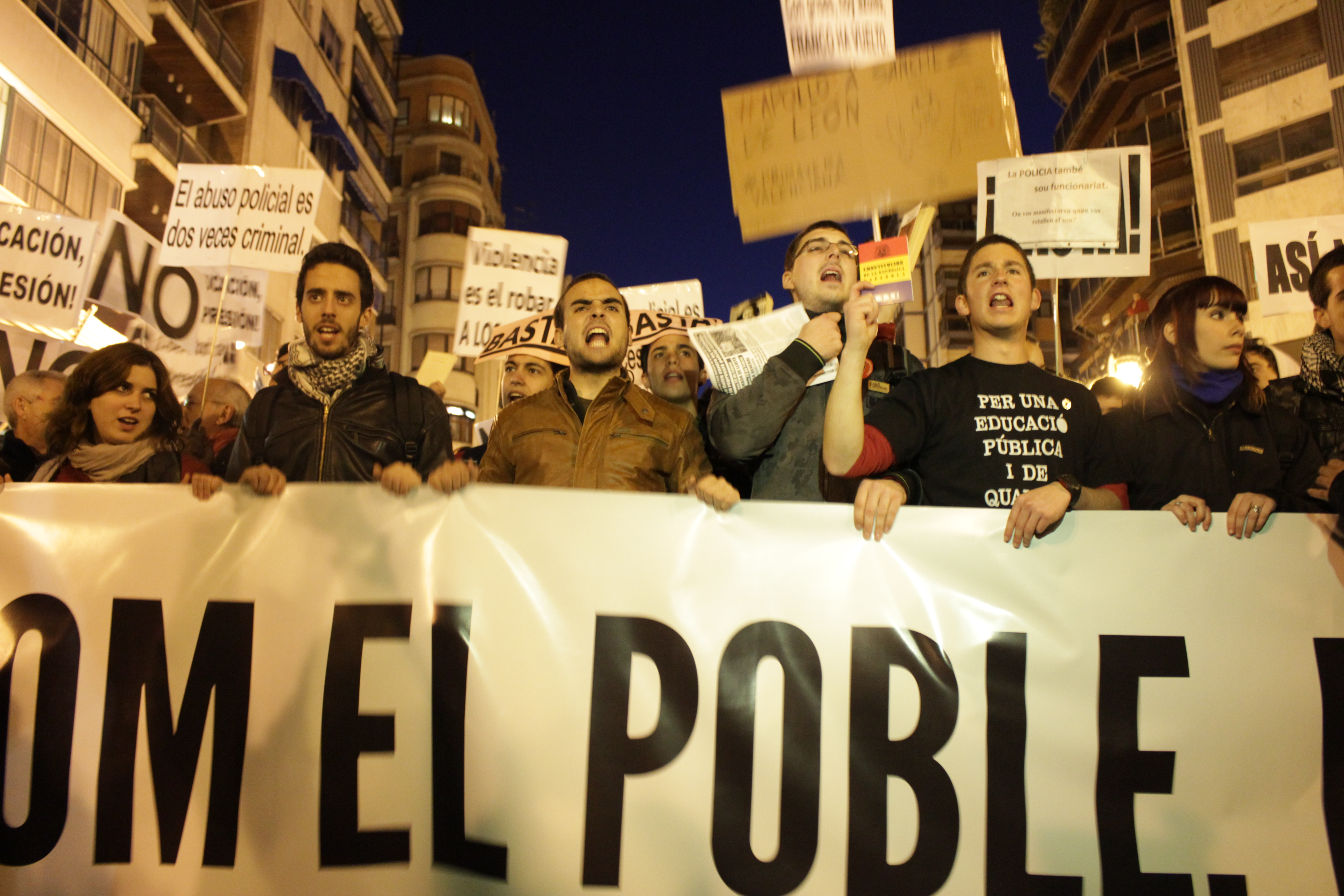
Capçalera de la manifestació "Som el poble, no l'enemic"

El dimarts 21 al migdia es va reunir una assemblea a l'IES Lluís Vives, que estava formada per pares d'alumnes, professors, estudiants, organitzacions cíviques i partits polítics. L'assemblea va decidir convocar una manifestació per a l'endemà a la vesptrada amb el lema "Som el poble, no l'enemic", fent referència a les declaracions del Cap Superior de la Policia del dia anterior, on es qualificava als manifestants d'enemic.
També al migdia, hi va haver una concentració al Campus de Blasco Ibáñez, junt a l'Estació de Facultats, on es convocà als manifestants a portar un llibre en senyal de protesta. Des d'aleshores, hi va haver manifestants que portaren llibres a altres concentracions, com la d'aquella mateixa vesprada.
A la vesprada del dimarts un grup de gent va dirigir-se espontàniament des de l'Avinguda de Blasco Ibáñez fins al Carrer Colom per tal de demanar la dimissió de la Delegada del Govern a València, Paula Sánchez de León. Durant tota la vesprada els carrers de Colom, Xàtiva i l'Avinguda del Marquès de Sotelo van emplenar-se de manifestants, que al final de la jornada van aplegar-se també davant la seu del Partit Popular. Aquest dimarts va ser el primer dia on la policia no va fer cap detenció, ni hi hagué cap incident als carrers, en reduir-se notòriament la presència policial.

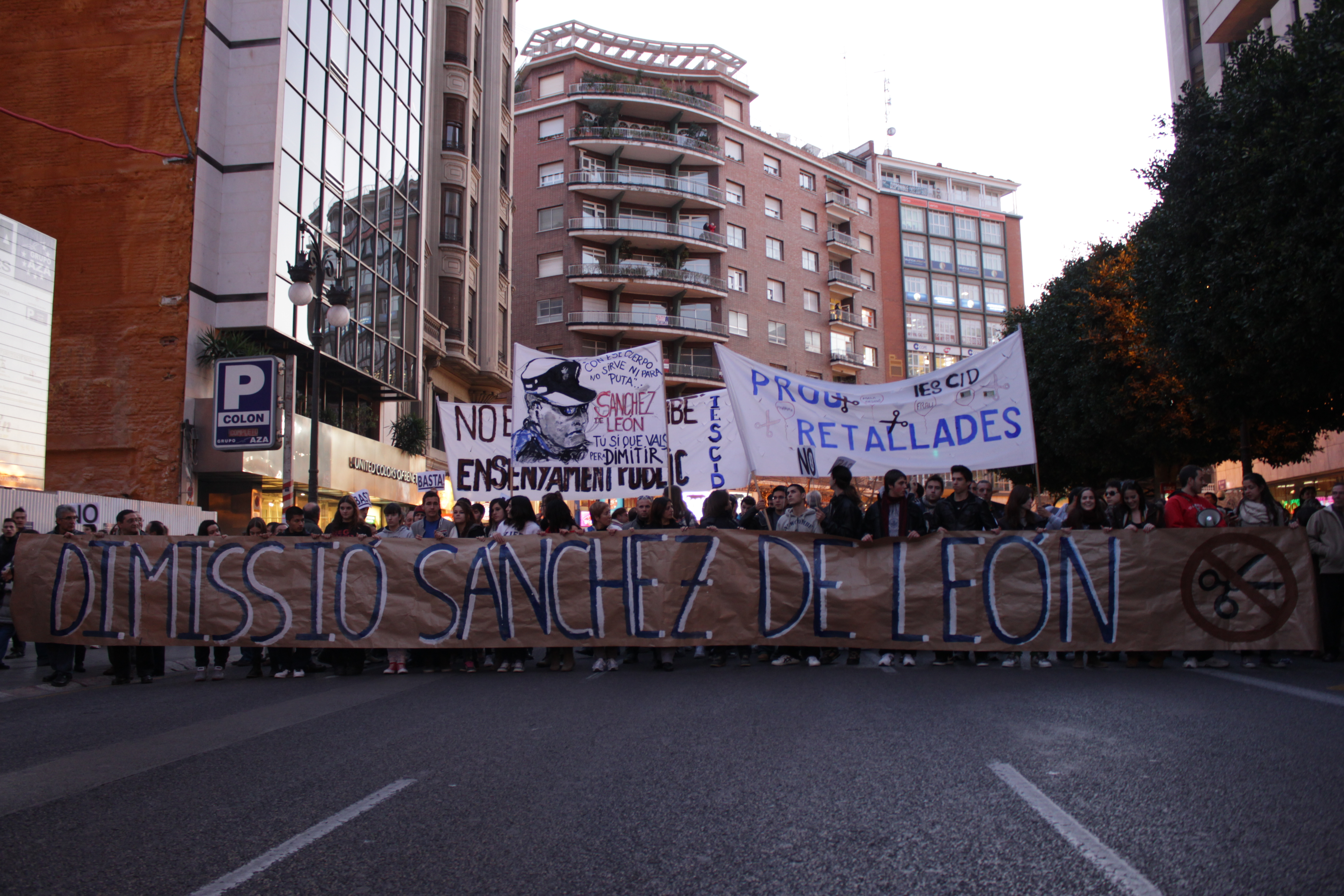
Els manifestants demanaren la dimissió de Paula Sánchez de León.

La manifestació convocada el dimecres va eixir a les 18:00h. de la porta de l'institut Lluís Vives, epicentre de les protestes. El recorregut va ser molt curt, ja que va acabar al Carrer Colom, davant de la seu de Delegació del Govern, on els manifestants van tornar a exigir la dimissió de Paula Sánchez de León davant d'un fort dispositiu policial que va cobrir la seu de la Delegació de Govern sense cap tipus d'incidents. En acabar la manifestació un nombrós grup de manifestants va dirigir-se a la comissaria central de policia a la Gran Via, on un altre fort dispositiu policial protegia les instal·lacions i no va tindre cap incident amb els manifestants, que arribaren a tallar el trànsit. En general, el dispositiu policial es va reduir notòriament, sent substituïts els agents antiavalots per agents que es limitaven a controlar el trànsit. Tanmateix, diversos manifestants van denunciar que de matinada i en acabar les concentracions, diversos policies que es desplaçaven amb furgonetes els van agredir quan tornaven a casa. Tres joves, que juntament amb altres manifestants s'havien concentrat davant de la seu del Partit Popular en acabar la manifestació a Delegació de Govern d'Espanya, van denunciar que sis o set policies els van agredir a la Gran Via de Ferran el Catòlic quan tornaven a casa des del Carrer Quart. Un dels tres manifestants va rebre colps als testicles i a la boca i finalment va rebre atenció mèdica a un hospital al que va anar pel seu propi peu.

### La Primavera Valenciana s'estén per tot el País

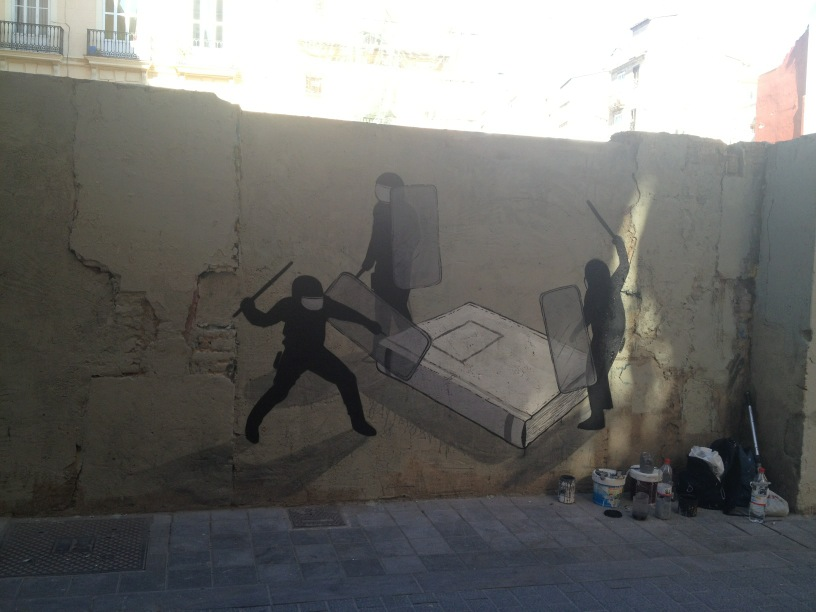
Educación para la ciudadanía, Grafit d'Escif a un mur de València.

A partir del dilluns 20 de febrer, a diverses localitats del País Valencià van començar a sorgir protestes similars a les de València Capital, be fóra per a solidaritzar-se amb els estudiants detinguts o ferits, o bé per a reivindicar les mateixes demandes.
A Alacant hi va haver una concentració el dilluns a la plaça de la Montanyeta amb entre 1.500 i 2.000 persones, i el dimarts de vesprada una altra a l'IES Jorge Juan.
A alguns instituts es van fer tancades. El dilluns 20 a Muro quaranta persones van realitzar una tancada al Col·legi Públic El Bracal durant huit hores, i a Alzira hi hagué una tancada de pares, alumnes, professors i personal no docent a l'IES Parra el mateix dia.
A Castelló hi hagué una concentració el dimecres 22 a la Plaça de Maria Agustina. Els organitzadors no van demanar permís per a la realització de la concentració, que va realitzar-se sense incidents i va comptar amb l'assistència d'un miler de persones.
El dijous 23 de febrer es van realitzar diverses concentracions a moltes ciutats grans i mitjanes del País Valencià. A Alcoi, més de 1.000 persones es van concentrar a la Plaça de l'Ajuntament, tallant el trànsit durant pocs minuts sense majors incidents. A Cocentaina es van convocar 200 persones i també hi hagué concentracions a Muro.
El dijous a Alacant s'hi van concentrar 250 persones davant de l'Ajuntament.
A Alzira i Betxí també se sumaren a les concentracions del dijous.
El divendres 24 de febrer la Guàrdia Civil va detindre a dos professors de l'IES Joan Fuster de Sueca, en responsabilitzar-los d'haver "deixat eixir als xiquets" que estaven tallant el trànsit a la carretera que passa davant del seu centre per a protestar per les retallades en ensenyament. Els professors van ser posats en llibertat després que se'ls identificara a la caserna. A València, centenars de persones van participar en una cadena humana al voltant de l'IES Lluís Vives per tal de protestar contra les retallades i impagaments de la Generalitat Valenciana i per a demanar la depuració de responsabilitats i la neteja dels expedients policials dels detinguts durant les protestes.
A més, en diferents dies hi va haver manifestacions solidàries a ciutats de fora del País Valencià com Barcelona, Mallorca, Girona, Tortosa, Mataró, Badalona, Torredembarra, Vitòria i Madrid.

### Dissabte 25: Manifestació massiva contra les retallades

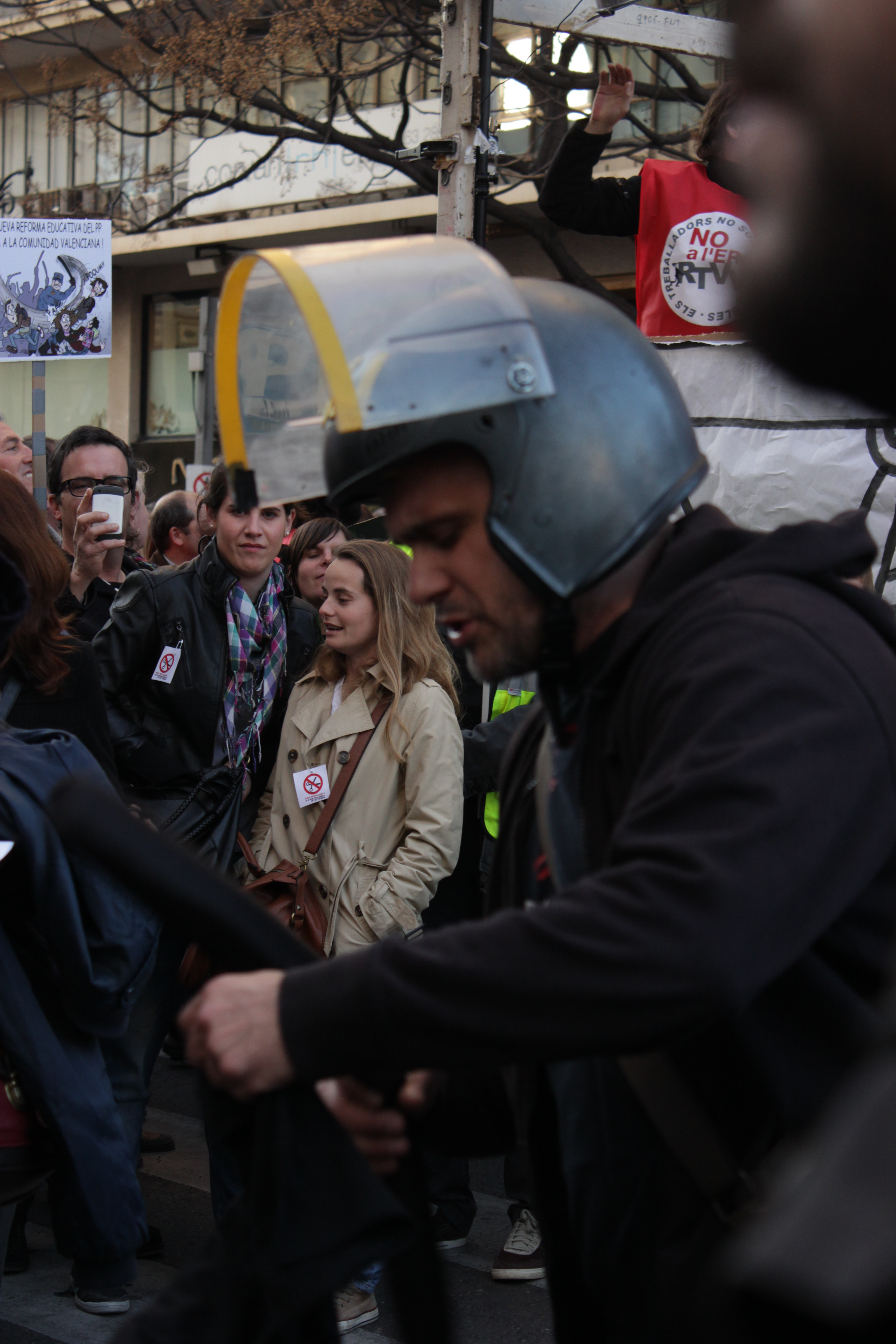
L'actor Xavi Castillo, vestit d'anti-avalot durant la manifestació del 25 de febrer.

Sobre 350.000 persones es van manifestar el dissabte 25 de febrer a partir de les 18:00 h. contra les retallades del Consell de la Generalitat Valenciana pels carrers de les ciutats de València, Alacant i Castelló de la Plana. Segons els organitzadors, a la manifestació de València hi va haver 250.000 assistents, entre 60.000 i 75.000 a Alacant i entre 30.000 i 40.000 a Castelló.
A la manifestació, que estava convocada pels sindicats de la mesa general de la funció pública, es va demanar tant la dimissió de Paula Sánchez de León com la del conseller d'Hisenda i Administració Pública, José Manuel Vela. Al final de la manifestació es va poder vore a l'humorista Xavi Castillo realitzar una actuació i el manifest final va ser llegit per la periodista de Canal Nou, Xelo Miralles.
La nit del dissabte 25, diversos monuments de la ciutat de València i la seu del Partit Popular de la Comunitat Valenciana van aparéixer amb pintades d'esprai a favor de la "Primavera Valenciana" i insultant al PP. Set estudiants de l'Institut Lluís Vives van ser detinguts acusats de ser els autors de les pintades El dimarts 28, l'endemà que les detencions es feren públiques, s'anuncià que es denunciarien les mateixes perquè la policia havia realitzat als menors un interrogatori sense la presència dels seus advocats ni familiars ni tampoc sense informar-los pel motiu pel qual estaven detinguts, fet que viola la llei de protecció del menor. També es va denunciar que la policia no tenia cap prova per a detindre els joves, al contrari del que havia comunicat inicialment la premsa, on es deia que els joves havien estat enxampats realitzant les pintades, basant-se en fonts de la pròpia Policia Nacional. La policia tampoc no va obrir cap expedient als joves detinguts mentre es trobaven a comissaria.

### Dimecres 29: Vaga estudiantil
Entre 40.000 (segons els organitzadors), 20.000 i 5.000 persones (segons la policia) van eixir als carrers de València per a manifestar-se el dimecres 29 de febrer. La manifestació del dia 29 va anar acompanyada d'una jornada de vaga, que segons la consellera Maria José Català, va ser secundada "sols pel 43,8% dels estudiants". Al migdia, estudiants tornaren a tallar el trànsit del carrer Xàtiva de València i a concentrar-se davant de la Delegació de Govern d'Espanya per a demanar la dimissió de Paula Sánchez de León. Per la vesprada es va fer una seguda davant de l'Ajuntament de València, que va provocar nous talls de trànsit.

### 1 de març: Comença laintifalla

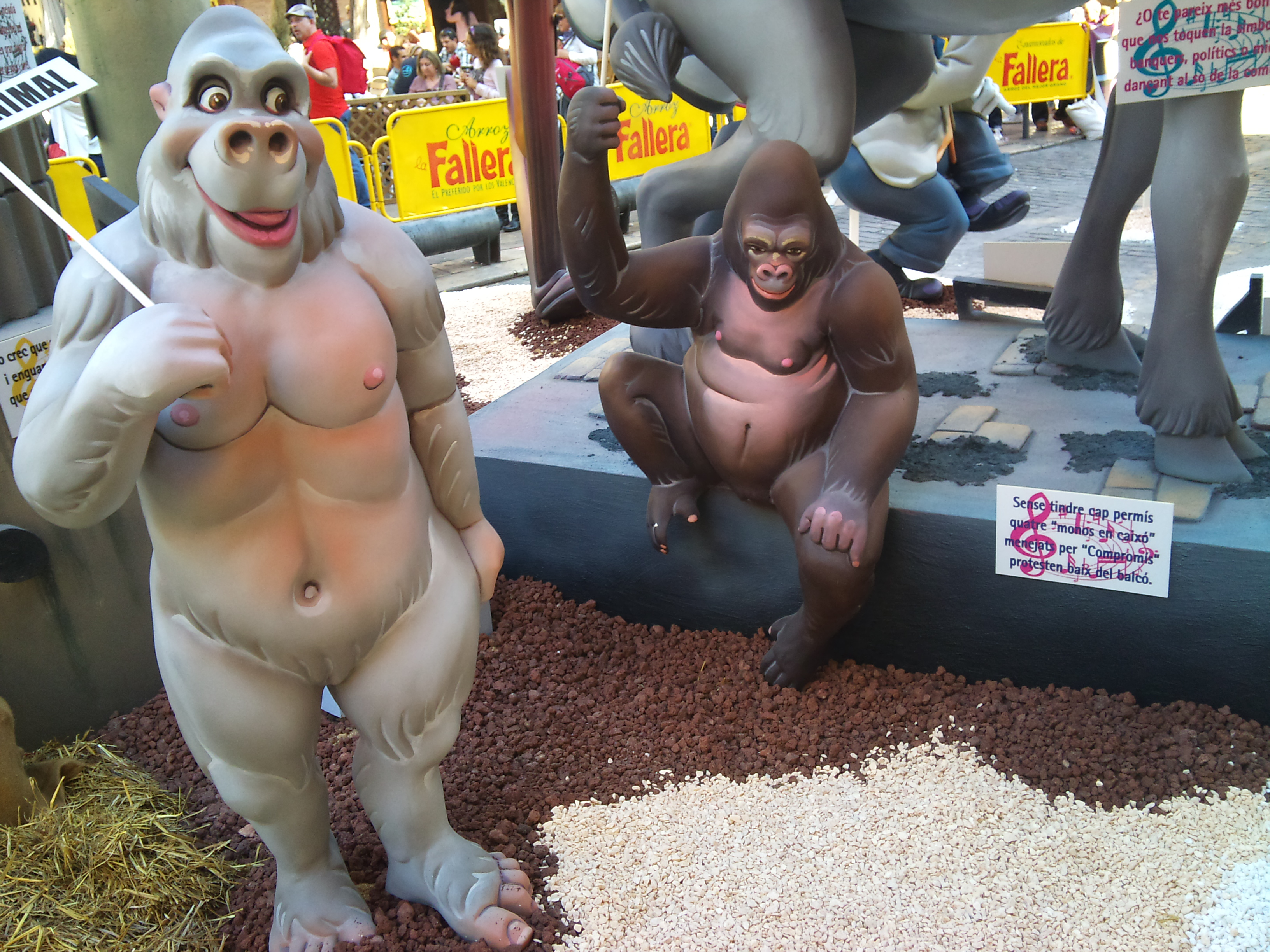
Quatre monos menejats per Compromís, protesten baix del balcó. Ninot a la falla Bolseria-Tros Alt en 2012.

Per a l'1 de març i coincidint amb l'inici de les Falles, es va convocar des de les xarxes socials a una sèrie d'accions que serien conegudes amb el nom d'intifalla. Aprofitant que l'1 de març començaven les mascletades a la Plaça de l'Ajuntament de València, es va convocar als ciutadans a portestar davant de l'Ajuntament abans i immediatament després de la mascletà. Entre 200 i 300 manifestants portaven globus negres i feien soroll amb perols i xiulets, fent perceptibles les protestes tot i els esforços de l'ajuntament per silenciar-los amb la música de la megafonia. La convocatòria continuà l'endemà amb altres 300 persones es van convocar per a cada dia fins a la cremà.
Al tercer dia, el 3 de març, la protesta sumà a més de 500 persones, i també va ocórrer que l'alcaldessa de València, Rita Barberà, no va eixir al balcó de l'ajuntament per a vore la mascletada per primera volta en 21 anys. Aquell mateix dia va haver-hi escenes de tensió al balcó de l'Ajuntament quan el regidor de festes, el popular Francisco Lledó, va encarar-se a la regidora de Compromís, Pilar Soriano, quan esta pretenia fer-se una foto amb la seua germana, una amiga i les falleres majors. Lledó hauria dit "caradura" a la regidora de Compromís, en considerar que el seu partit anima les protestes i no deuria fotografiar-se amb les falleres. La delegada de medi ambient i regidora del PP Maria Àngels Ramón-Llin va interferir entre els dos i s'emportà a Pilar Soriano, que estigué a prop de plorar pel nerviosisme. Finalment, la regidora de Compromís va poder fotografiar-se. Una regidora del PP també va afirmar que una xiqueta que acompanyava el pirotècnic va arribar a plorar a causa de la tensió que hi havia baix de l'ajuntament, on es congregaven els manifestants de la intifalla, si bé el mateix pirotècnic va desmentir posteriorment que eixe fóra el motiu dels plors de la xiqueta.
A la vesprada del 3 de març va aparèixer al web de la Junta Central Fallera un comunicat de premsa signat per les falleres majors de València on es denunciava que "grups organitzats de persones sota lemes i consignes d'ordre polític" havien insultat, assetjat i intimidat a les falleres majors. També es denuncià que eixos actes suposarien una violència que s'hauria utilitzat contra xiquetes entre 8 i 11 anys. El comunicat l'haurien realitzat 10 ex-falleres majors i les 23 agrupacions falleres de la ciutat li haurien donat suport.
El dia 5 de març es va fer públic un altre comunicat, esta vegada signat per intifalla. Al comunicat es va criticar "la voluntat del poder establert de controlar el món faller" i mantenia el seu objectiu de continuar amb les protestes.
Les protestes de la intifalla es van allargar fins a l'últim dia de falles, el 19 de març.

## Paper de les xarxes socials

### A Twitter
Des del dijous dia 16, les protestes van tenir un ressò destacable a les xarxes socials, especialment pel que fa a twitter, on al hashtag #IESLluisVives milers d'usuaris intercanviaven missatges sobre les protestes, generalment des d'una òptica favorable a les mateixes. Prompte s'utilitzarien molts altres hashtags per a parlar de les protestes que s'anaven succeint, com #LluisVivesSensePor (i la versió en castellà #LluisVivesSinMiedo) així com #PrimaveraValenciana, que va ser utilitzat per primera volta pel periodista de Benicarló, David Meseguer, el dia 16 de febrer.
Tanmateix, el nom Primavera Valenciana no començaria a popularitzar-se fins a partir del dissabte 18 de febrer, quan el cantautor torrentí Pau Alabajos escrivira un tuit amb el contingut Vos tenim preparada una #PrimaveraValenciana, que vos aneu a cagar!. El tuit, que va escriure en presència del seu amic d'infantesa i secretari local del Bloc Nacionalista Valencià-Compromís a Torrent Ricard Chulià, va portar a este últim a crear una web per a recollir les protestes al respecte que s'anomenara Primavera Valenciana.com
El hosting del web va ser realitzat pel germà de Ricard, Guillem Chulià, i va ser hostatjat al mateix lloc que el web de Coalició Compromís. Açò, unit al fet que #PrimaveraValenciana esdevinguera trending topic per a parlar sobre les protestes el dilluns 20 de febrer —i eventualment, acabara batejant-les— va fer que des de mitjans de comunicació afins a la dreta espanyola i des del propi Partit Popular de la Comunitat Valenciana s'acusara a la Coalició Compromís d'estar darrere de les protestes, al·legant que el web va ser registrat abans de les manifestacions del dilluns 20, i ignorant que durant la setmana immediatament anterior ja hi havia hagut protestes, detencions i ferits.

### Fotografies i informacions falses
Altre dels papers de les xarxes socials va estar el de difondre informació en temps real sobre les protestes. Entre el material que circulà per la xarxa podem trobar imatges o vídeos on es podia vore la realitat de les manifestacions, així com contingut solidaritzant-se o donant suport als manifestants.
Així, juntament amb moltes fotografies de les càrregues policials, també es van difondre fotografies que no s'havien fet a València en febrer, com una imatge on cinc policies agafaven a un xiquet que cridava, que realment recollia una escena d'un desnonament a Torrejón de Ardoz de l'any 2011.
A una altra fotografia difosa per internet es veia a dos policies espentant a un home d'edat avançada amb un objecte allargat negre a la mà, fet que va fer creure a molts internautes que l'home patia ceguera i portava un bastó per guiar-se. L'home no portava un bastó, sinó una defensa, una porra policial que havia furtat a un agent. Finalment l'home va ser reduït per agents de la policia, mossegant a un d'ells en la cama i causant-li ferides lleus.
També es va fer popular a internet la creença que les protestes havien començat per a queixar-se que a l'IES Lluís Vives no hi havia calefacció, tot i que al manifest de la primera manifestació no s'esmentava de cap manera cap situació concreta del seu institut ni es feia cap referència a cap suposada absència de calefacció al mateix, i que treballadors i estudiants del centre van desmentir públicament que mai s'haguera tallat el servei de calefacció.
Un altre rumor que es va difondre sobre la natura de les protestes, on es deia que els alumnes que es manifestaven ho feien perquè els seus professors els havien promés aprovats, va ser desmentit també per treballadors del centre. Aparentment eixa informació va ser difosa pel diari ABC.

## Reaccions

### Sobre la violència dels manifestants
Les protestes dels estudiants del Lluís Vives, que consistien en realitzar talls de la circulació al Centre de València, no van ser comunicades a Delegació de Govern d'Espanya, i per tant, no estaven autoritzades.
Alguns mitjans de comunicació conservadors han arribat a afirmar que les càrregues policials es van realitzar com a resposta a l'actitud violenta d'alguns dels manifestants, tesi també defensada pel cap superior de la Policia Antonio Moreno en la seua roda de premsa del dilluns 20 de febrer. Així, el diari La Gaceta de la Iberosfera, del grup Intereconomía, publicava el dijous 23 de febrer un reportatge sobre les protestes on es pretenia demostrar la natura violenta d'aquestes. Al reportatge, s'afirma que els manifestants van agredir als agents amb llançament de ampolles, pals i llambordins. Si bé alguns mitjans de comunicació van recollir que a les manifestacions del dia 20 de febrer es va produir algun llançament de fruits cítrics i d'ampolles als agents de l'ordre per part d'alguns manifestants, es considera que els fets van ocórrer de manera aïllada. També s'ha fet notar que al carrer Xàtiva no hi ha llambordins, i que ni per part dels reporters i manifestants que recollien imatges a la manifestació, ni per part dels helicòpters de la policia que sobrevolaven la zona s'han fet públiques imatges on es pogueren vore les suposades agressions. Hi ha constància que un contenidor de fem va ser incendiat també el dia 20, fet que alguns manifestants atribueixen a infiltrats policials, sense poder-ho demostrar.
En la portada de l'edició del divendres 24 de febrer, el diari ABC va afirmar que els manifestants utilitzaven "un manual de guerrilla urbana" per tal d'increpar a les forces de seguretat. La base d'aquestes acusacions estaria en un tuit que un cibernauta va piular amb un enllaç a un "manual d'avalots". Tanmateix, ni la piulada va tindre massa ressò, ni tampoc es podria haver aplicat en les protestes, ja que l'usuari va fer el tuit el mateix dilluns 20 de febrer, que va ser l'últim dia amb aldarulls.

### Sobre la violència policial
El síndic de Greuges, José Cholbi, ordenà que s'obrira una investigació per a determinar si s'havia vulnerat drets del menor.

### Sobre el paper de Compromís a les protestes
Arran de la popularització a Twitter del hashtag #primaveravalenciana i la creació del web primaveravalenciana.com per part d'un militant del BLOC-COMPROMÍS de Torrent i d'un amic seu, des de mitjans de comunicació i des del Partit Popular de la Comunitat Valenciana es va acusar Coalició Compromís d'instigar o provocar les protestes. Des de l'agrupació local del PP a Torrent, s'arribà a preguntar al portaveu i regidor de Compromís a aquella localitat, Sento Beguer, si des de la seua formació incitaven als menors a manifestar-se.
El dilluns 27 de febrer, diversos mitjans de comunicació afirmaven que set joves havien estat detinguts com a presumptes autors de les pintades a favor de la Primavera Valenciana que havien tacat diferents edificis històrics de la ciutat. Entre els autors de les pintades es va fer pública la identitat de dos estudiants de l'IES Lluís Vives: la del jove detingut a les protestes del 15 de febrer i la de la filla del síndic de Compromís, Enric Morera. Tot i que segons fonts policials, els joves van ser detinguts quan se'ls va enxampar in fraganti realitzant els actes vandàlics, el portaveu de Compromís va denunciar que la detenció dels joves es va realitzar de manera irregular, doncs la policia no tenia proves per a detindre als set joves, que es trobaven en un grup de trenta persones a un jardí de València. També es denuncià que la jove va ser aïllada i traslladada en un cotxe patrulla, a diferència dels altres sis detinguts. La policia hauria anat directament a per la jove de 17 anys en el moment de la detenció, segons les declaracions d'Enric Morera.
Tal com es denuncià el dimarts 28, la detenció policial podria vulnerar la llei de protecció del menor en interrogar als joves sense presència ni dels seus advocats ni dels seus parents, que no serien informats de les detencions fins a les 2:00h. del diumenge. La policia finalment no va obrir cap expedient als joves detinguts.
Morera també denuncià davant la fiscalia de menors tant el tractament informatiu que la seua filla va rebre per part de la premsa pel fet de fer públiques les dades d'una menor d'edat, com la filtració pública de dades confidencials de la jove per part de càrrecs del Partit Popular, entenent que fonts policials haurien posat a disposició de càrrecs d'eixe partit informació reservada. Aquell mateix dia la Unió de Periodistes Valencians va fer públic un comunicat on demanava rigor informatiu als mitjans de comunicació en el tractament informatiu a menors d'edat.

### Presumpta sostracció de comunicats mèdics
En la nit del 21 de febrer al programa de ràdio "Hablar por hablar" de la cadena SER un oient que s'identificà com a metge internista trucà al programa per a informar sobre un suposat abús de poder per part de la policia que acudia als centres hospitalaris on hi havia manifestants ingressats, per retirar i confiscar els informes mèdics, per tal que no pogueren ser utilitzats en contra seua davant una possible represàlia judicial. El 22 de febrer el grup parlamentari d'Esquerra Unida registra al Congrés dels Diputats tres preguntes per al ministre de l'Interior relacionades amb els fets descrits en la telefonada. No obstant això la Generalitat Valenciana desmenteix aquests fets i assegura que no hi ha cap metge internista que coincidisca amb les dades aportades per l'oient del programa de ràdio.

## Sancions i denúncies
El Govern d'Espanya va imposar 230 sancions "greus" als estudiants que van ser identificats davant de la comissaria de Sapadors, a València, després de les protestes davant del IES Lluís Vives. D'estes identificacions han eixit infraccions severes, que oscil·len entre els 300,51 i els 6.010,12 euros, per les quals els afectats es van reunir el 29 de maig de 2012 davant de l'institut Lluís Vives com mesura de protesta.
El divendres 15 de juny el magistrat titular del jutjat número 6 de València va arxivar la denúncia presentada contra la delegada del govern Paula Sánchez de León i el cap de policia Antonio Moreno per les càrregues policials realitzades durant la Primavera Valenciana. Les 23 organitzacions agrupades en l'Assemblea per les Llibertats i Contra la Repressió El Micalet (integrada per partits polítics d'esquerra, sindicats, associacions d'alumnes i de pares i mares) van mostrar la seua indignació per la decisió i la seua sorpresa per la inusitada rapidesa amb què el jutge havia resolt l'assumpte i van anunciar, subjectant una pancarta amb el lema "som el poble, no l'enemic" a la porta de l'IES Lluís Vives, que recorreran la interlocutòria. "A nosaltres ens han sancionat sense fer res i ells ixen impunes", protestava una de les xicones que han estat sancionades per les manifestacions.